# Metro de Praga

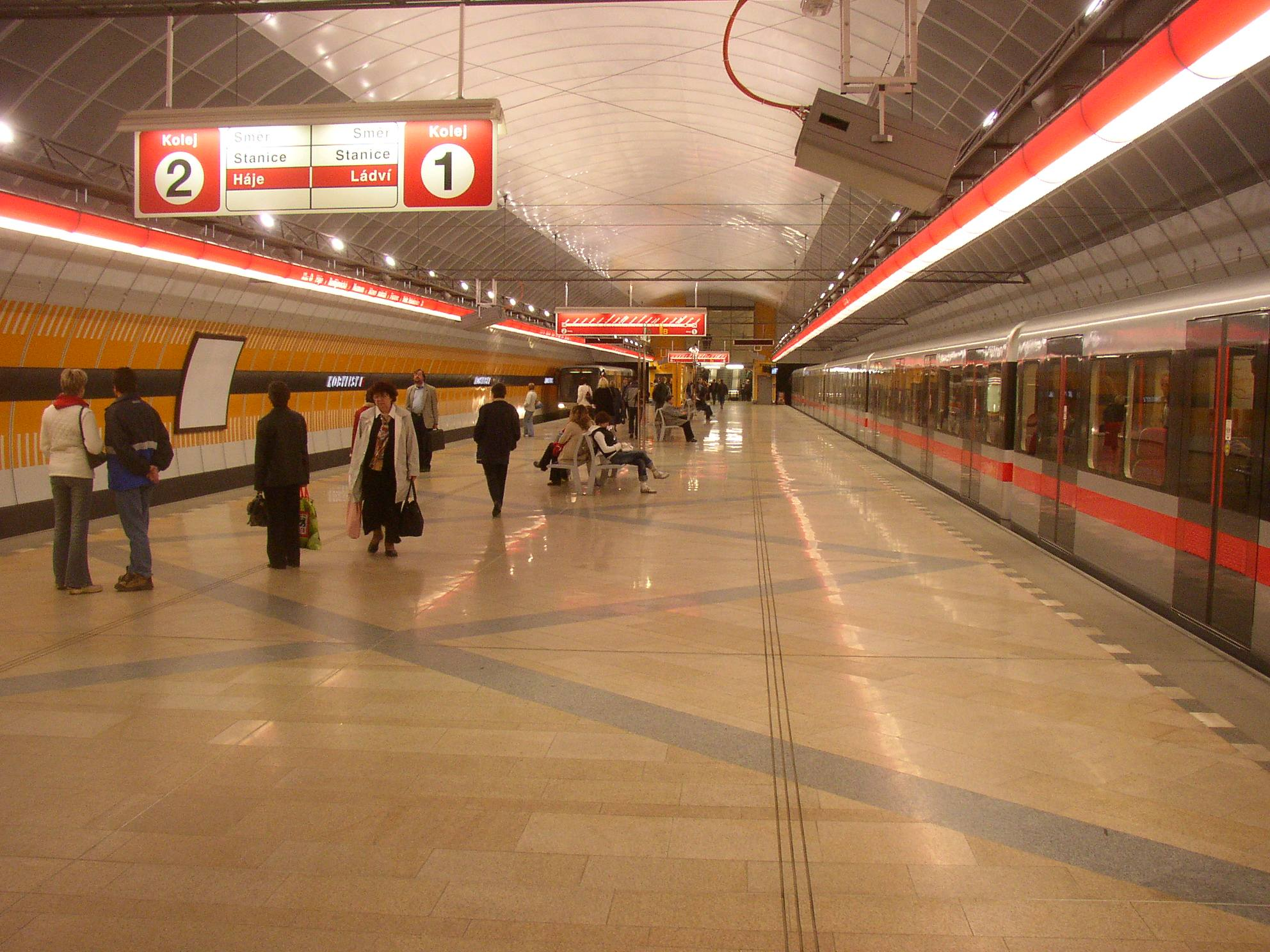
Estación Kobylisy, Línea C.

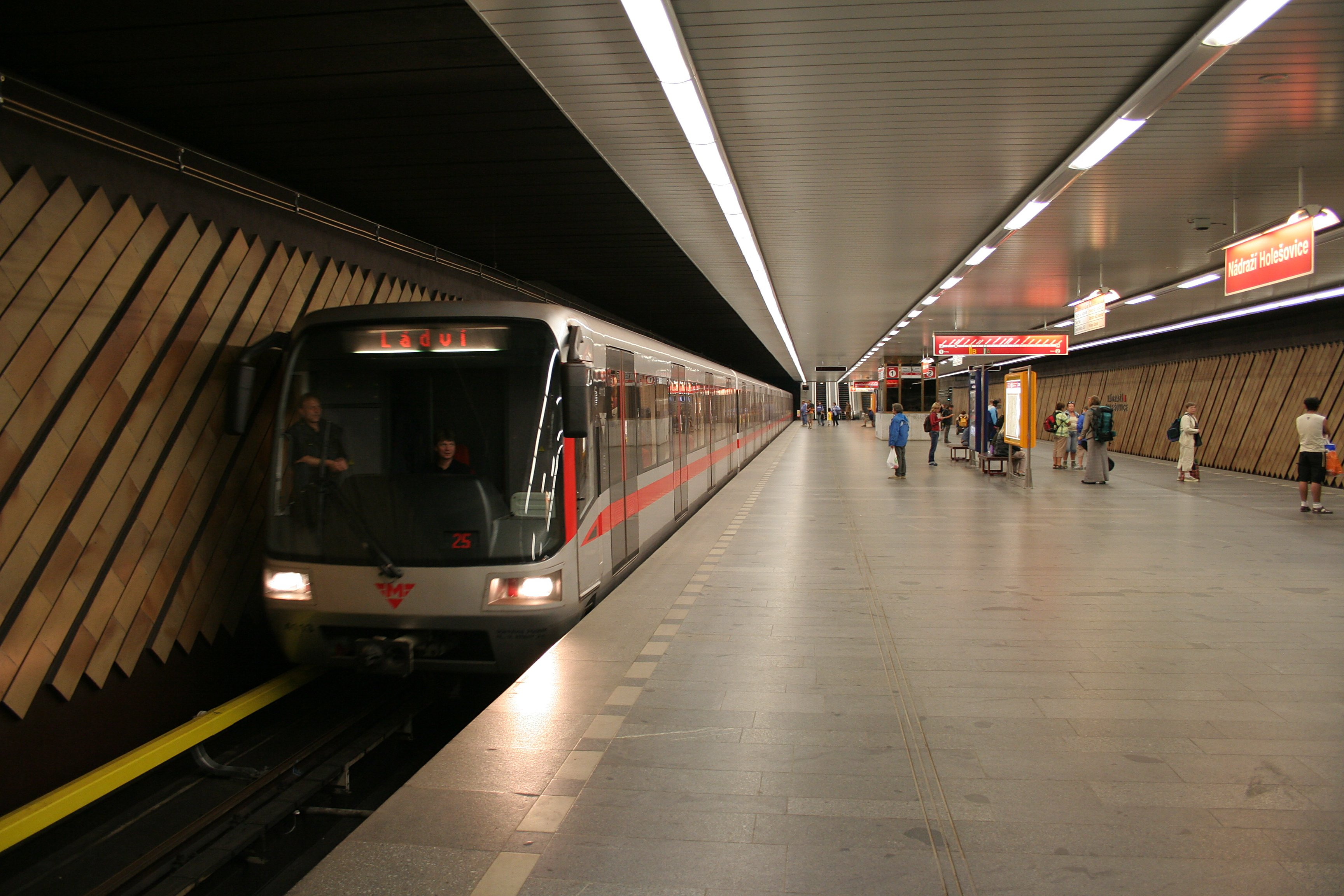
Estación Nádraží Holešovice, Línea C.

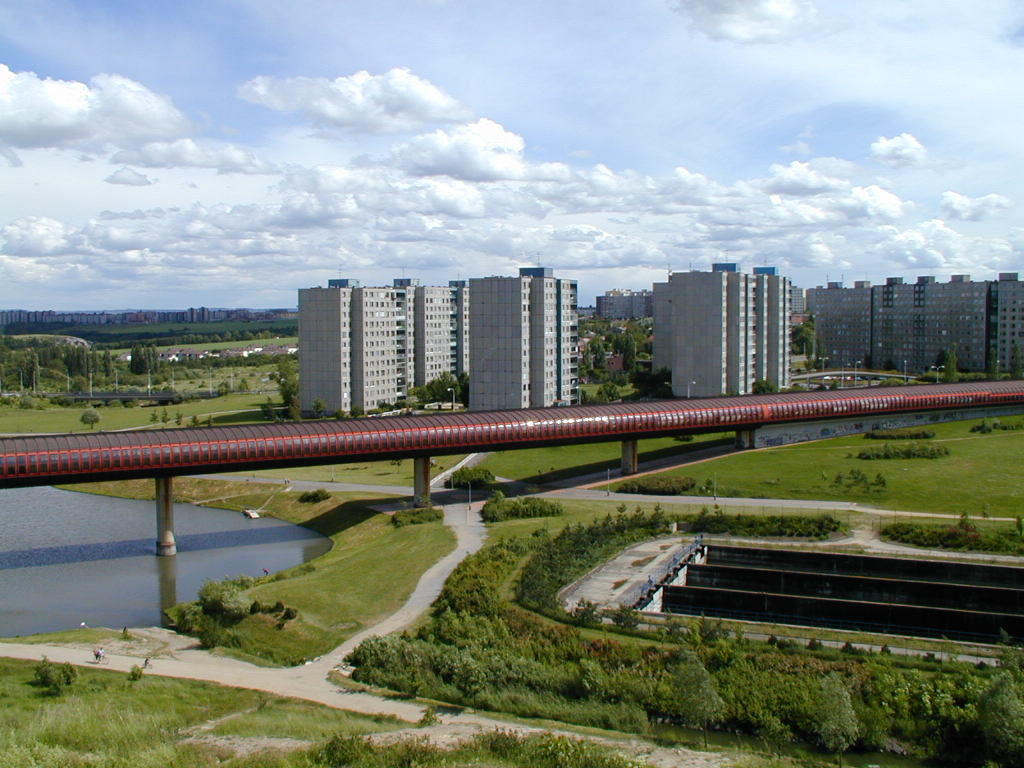
Puente sellado entre la estación Lužiny y la estación Hůrka.

El Metro de Praga (en checo: Pražské metro) es una red de ferrocarril metropolitano de tres líneas, 61 estaciones y 65,2 kilómetros. El metro de Praga dio servicio a 568 millones de pasajeros en 2021 (unos 1,55 millones diarios).

## Historia
Después de la II Guerra Mundial, se paralizaron los trabajos debido a la situación de pobreza del país, pese a que las tres líneas ya estaban proyectadas.
En los años 60 se aceptó la idea de construir un tranvía subterráneo y el 9 de agosto de 1967 se inició la construcción del actual edificio de la primera estación, Hlavní Nádraží. En el mismo año ocurrió un cambio substancial en la idea, ya que el gobierno decidió construir un verdadero sistema de metro, en vez de un tranvía subterráneo. Así, durante los primeros años, la construcción continuó mientras que el proyecto entero sufrió un cambio conceptual. El servicio regular de la primera sección de la línea C comenzó a operar el día 9 de mayo de 1974 entre la estación Sokolovská (actualmente la estación Florenc) y la estación Kačerov. La construcción continuó rápidamente. En 1978 se inauguró la primera sección de la línea A y finalmente, la línea B se inauguró el año 1985, formando un triángulo con tres puntos de intersección.

## Arquitectura
Como aspecto destacable, el trayecto sobre la superficie se realiza dentro de tubos elevados.
La red de metro de Praga es radial, con líneas que atraviesan el centro de la ciudad desde las terminales situadas en las afueras, pero que no confluyen en una única estación central. Más bien, las tres líneas forman un triángulo en el centro de la ciudad, con tres estaciones de intercambio en los vértices del triángulo: Florenc, Můstek y Muzeum. Cada estación de intercambio tiene dos vestíbulos, uno para cada línea.
La mayoría de las estaciones tienen un único andén en isla en el centro del vestíbulo de la estación (túnel) que da servicio a ambas direcciones. Las estaciones subterráneas tienen un techo recto a veces sostenido por columnas, mientras que las de nivel profundo son túneles más grandes con los túneles de las vías a cada lado. Las paredes de muchas estaciones están decoradas con paneles de aluminio de colores; cada estación tiene su propio color. Algunas estaciones están consideradas entre las mejores de Europa.

## Líneas

### Línea A
La Línea A (de color verde) conecta al centro con el noroeste y el este de la ciudad. Su trazado es más de 17,13 kilómetros de largo y posee 17 estaciones. El tiempo de traslado de terminal a terminal es de 30 minutos aproximadamente.
- Nemocnice Motol
- Petřiny
- Nádraží Veleslavín
- Bořislavka
- Dejvická
- Hradčanská
- Malostranská
- Staroměstská
- Můstek (transbordo con la línea B)
- Muzeum (transbordo con la línea C)
- Náměstí Míru
- Jiřího z Poděbrad
- Flora
- Želivského
- Strašnická
- Skalka
- Depo Hostivař

### Línea B
La Línea B (de color amarillo) es la más larga y la única completamente terminada. Su trazado va desde el suroeste hacia el centro y continúa hacia el noreste de la ciudad. Mide 25.6 kilómetros de largo y posee 24 estaciones. El tiempo estimado de viaje de terminal a terminal es de 41 minutos.
- Zličín
- Stodůlky
- Luka
- Lužiny
- Hůrka
- Nové Butovice
- Jinonice
- Radlická
- Smíchovské nádraží
- Anděl
- Karlovo náměstí
- Národní třída
- Můstek (transbordo con la línea A)
- Náměstí Republiky
- Florenc (transbordo con la línea C)
- Křižíkova
- Invalidovna
- Palmovka
- Českomoravská
- Vysočanská
- Kolbenova
- Hloubětín
- Rajská zahrada
- Černý most

### Línea C
La Línea C (de color rojo) es la más antigua; su trazado va desde el noreste al sureste, con 22,41 kilómetros y 20 estaciones. El tiempo estimado de viaje de terminal a terminal es de 35 minutos.
- Letnany
- Prosek
- Střížkov
- Ládví
- Kobylisy
- Nádraží Holešovice
- Vltavská
- Florenc (transbordo con la línea B)
- Hlavní nádraží
- Muzeum (transbordo con la línea A)
- I.P.Pavlova
- Vyšehrad
- Pražského povstání
- Pankrác
- Budějovická
- Kačerov
- Roztyly
- Chodov
- Opatov
- Háje

### Línea D (proyectada)
- Depo Písnice
- Písnice
- Libuš
- Nové Dvory
- Nemocnice Krč
- Nádraží Krč
- Olbrachtova
- Pankrác
- Náměstí bratří Synků
- Náměstí Míru
- Hlavní nádraží
- Náměstí Republiky

## Fotografías

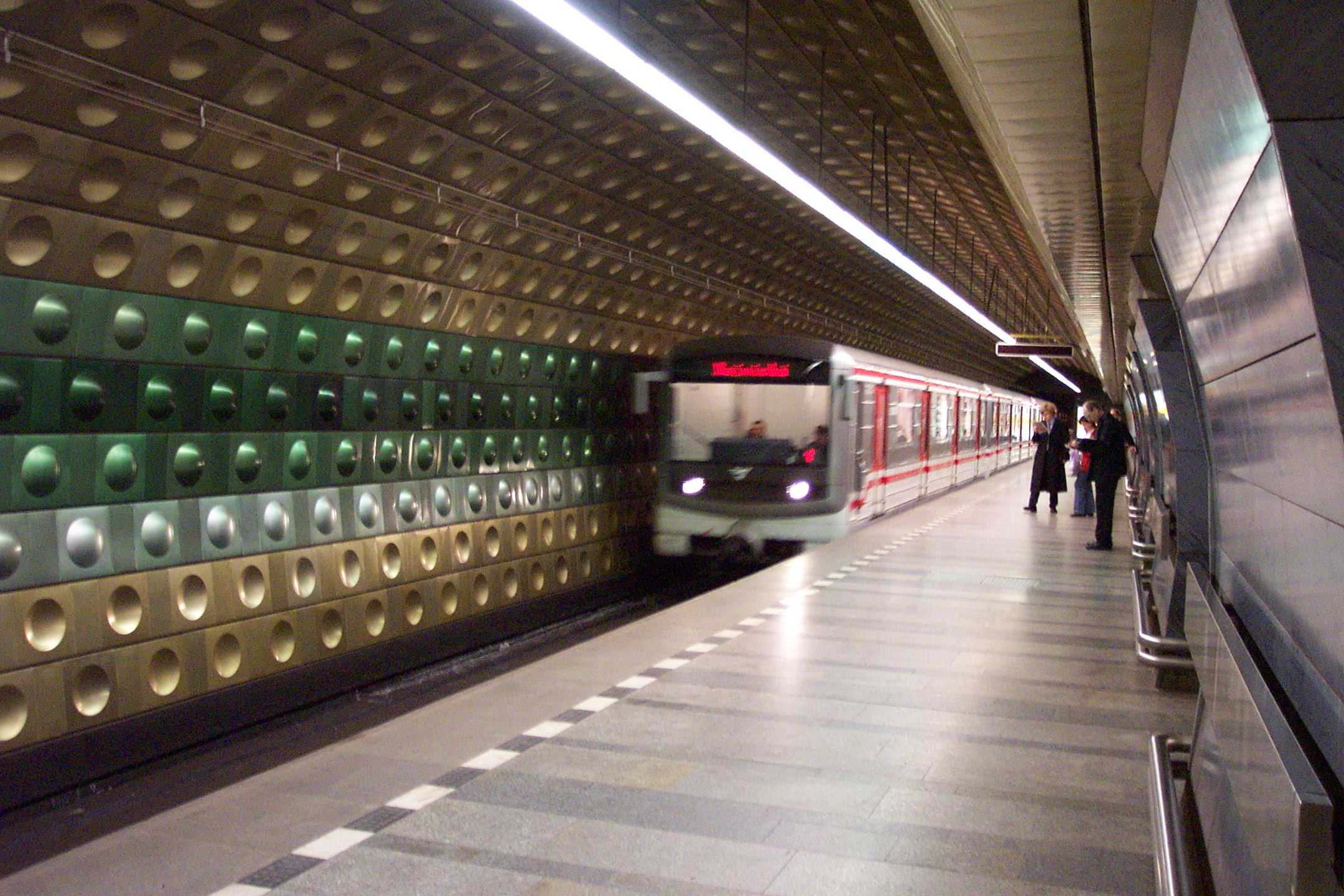
Estación Malostranská (A)
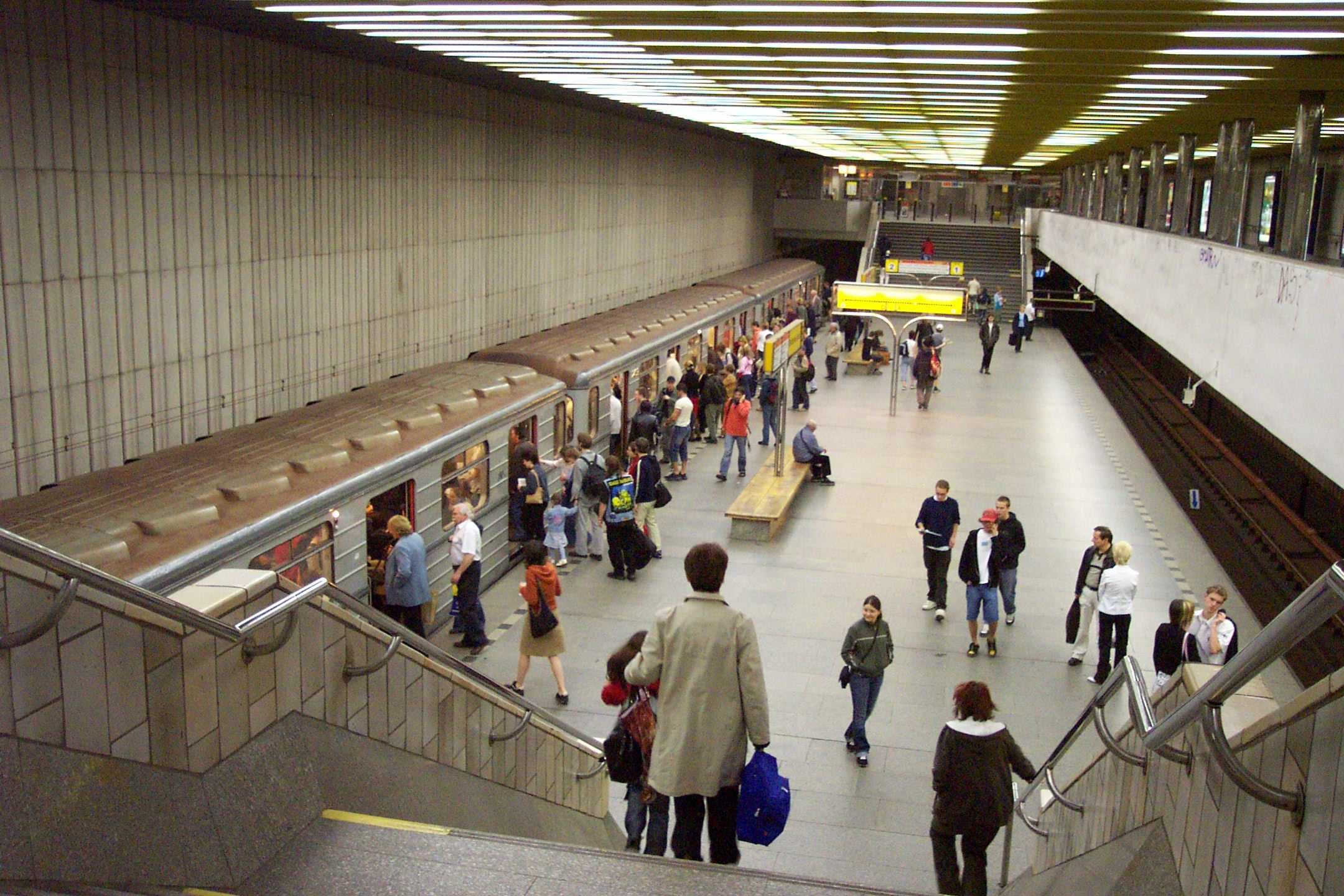
Estación Smíchovské nádraží (B)
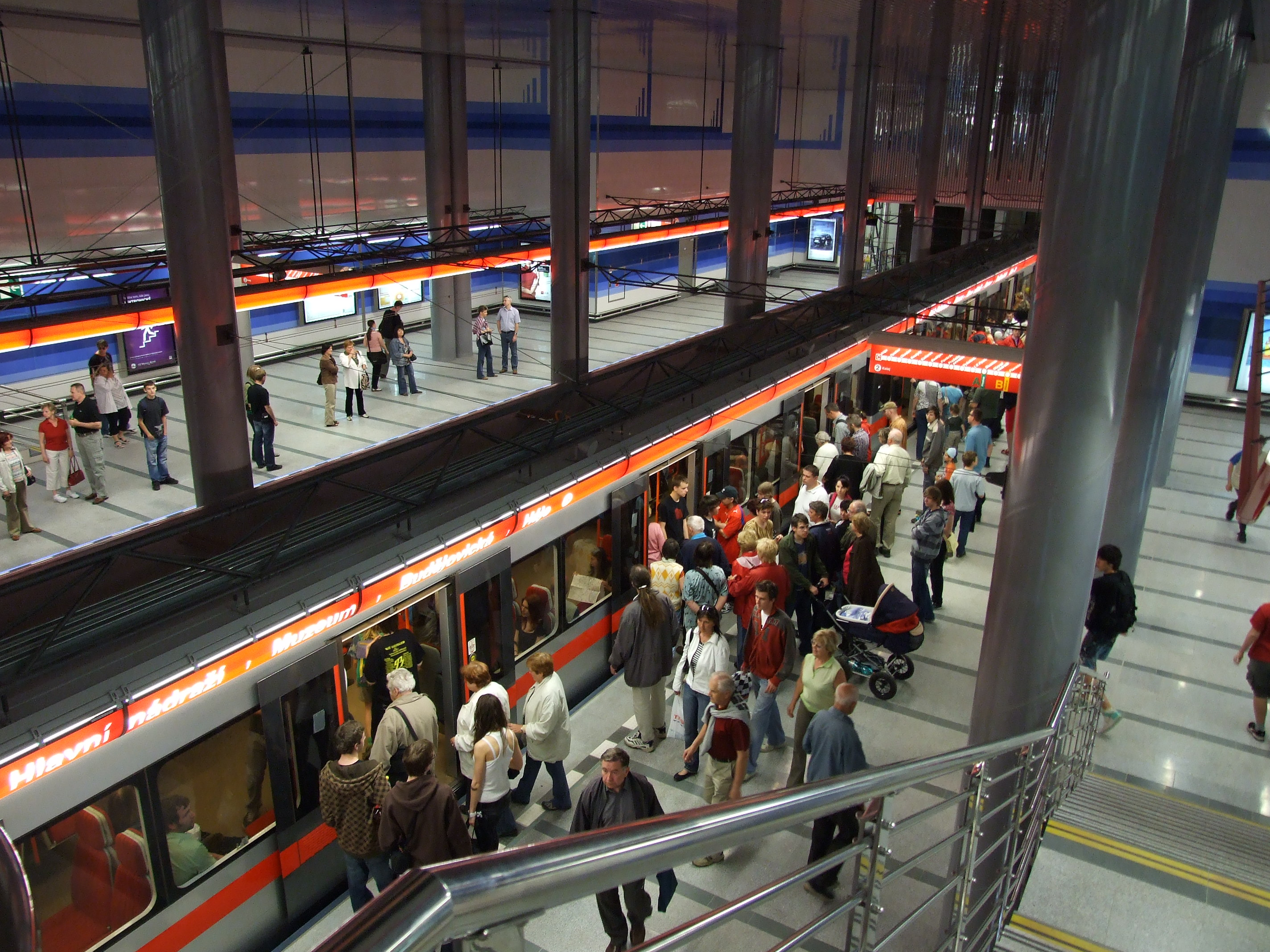
Estación Prosek (C)
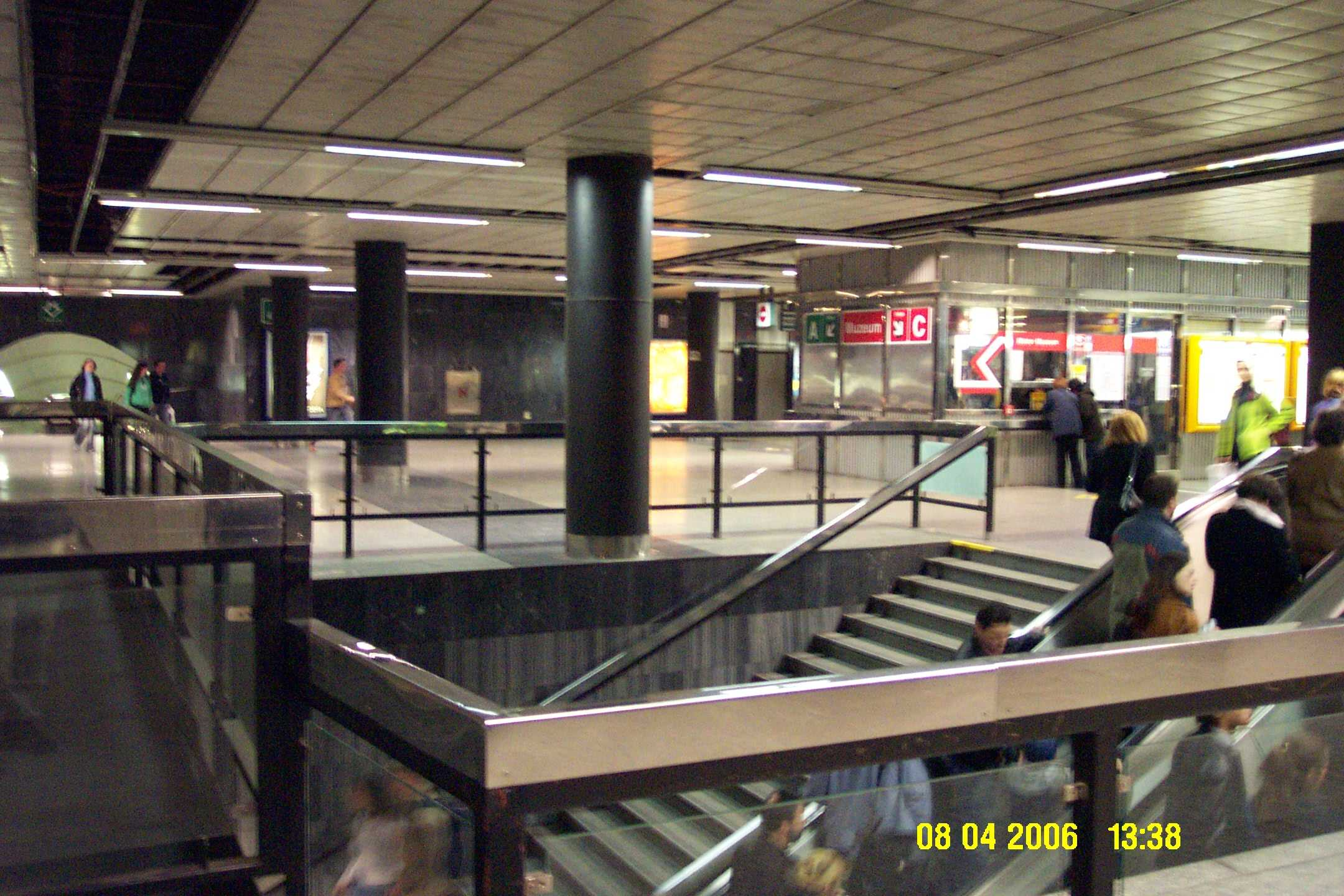
Estación de transbordo Muzeum (C x A)
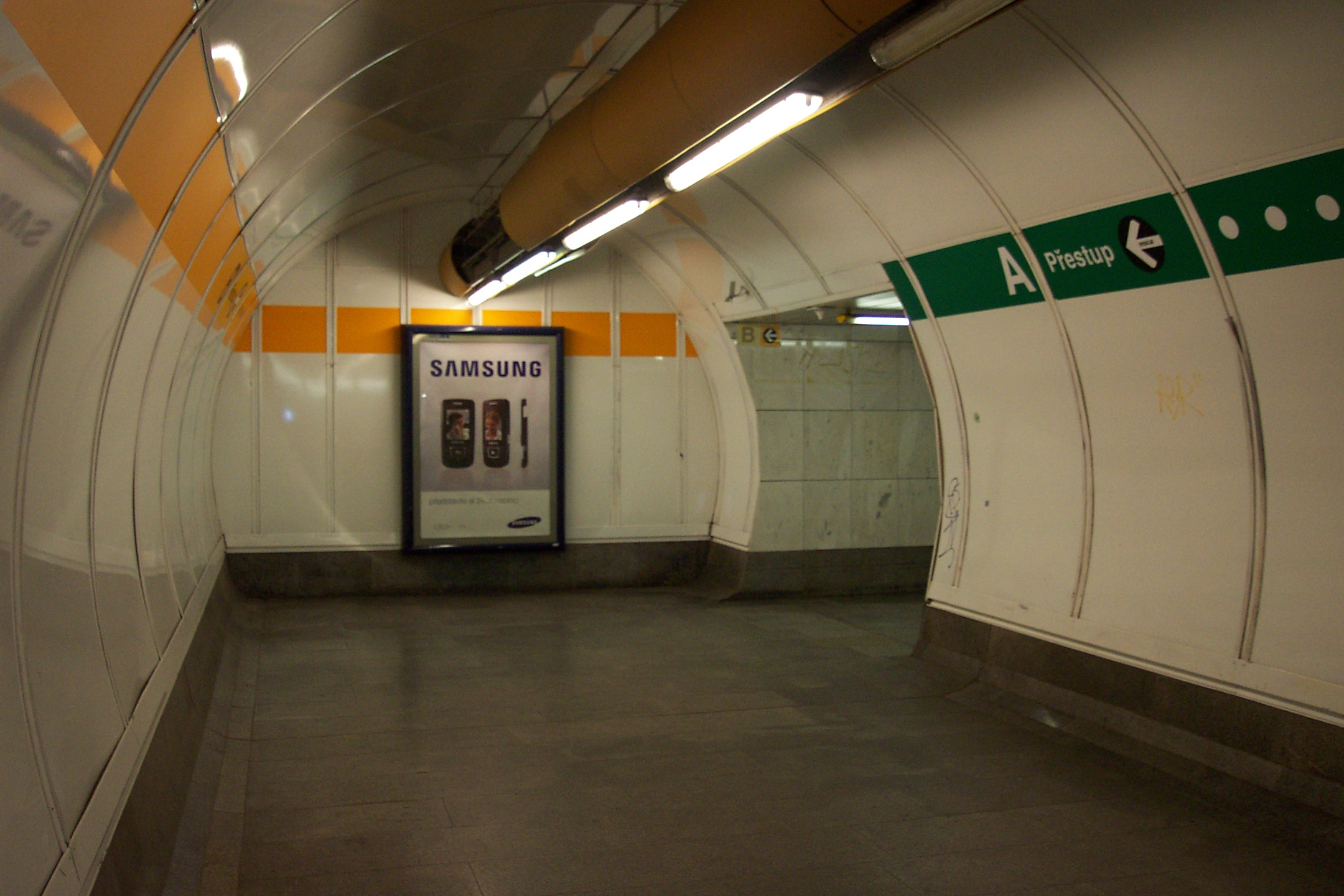
Estación de transbordo Můstek (A x B)
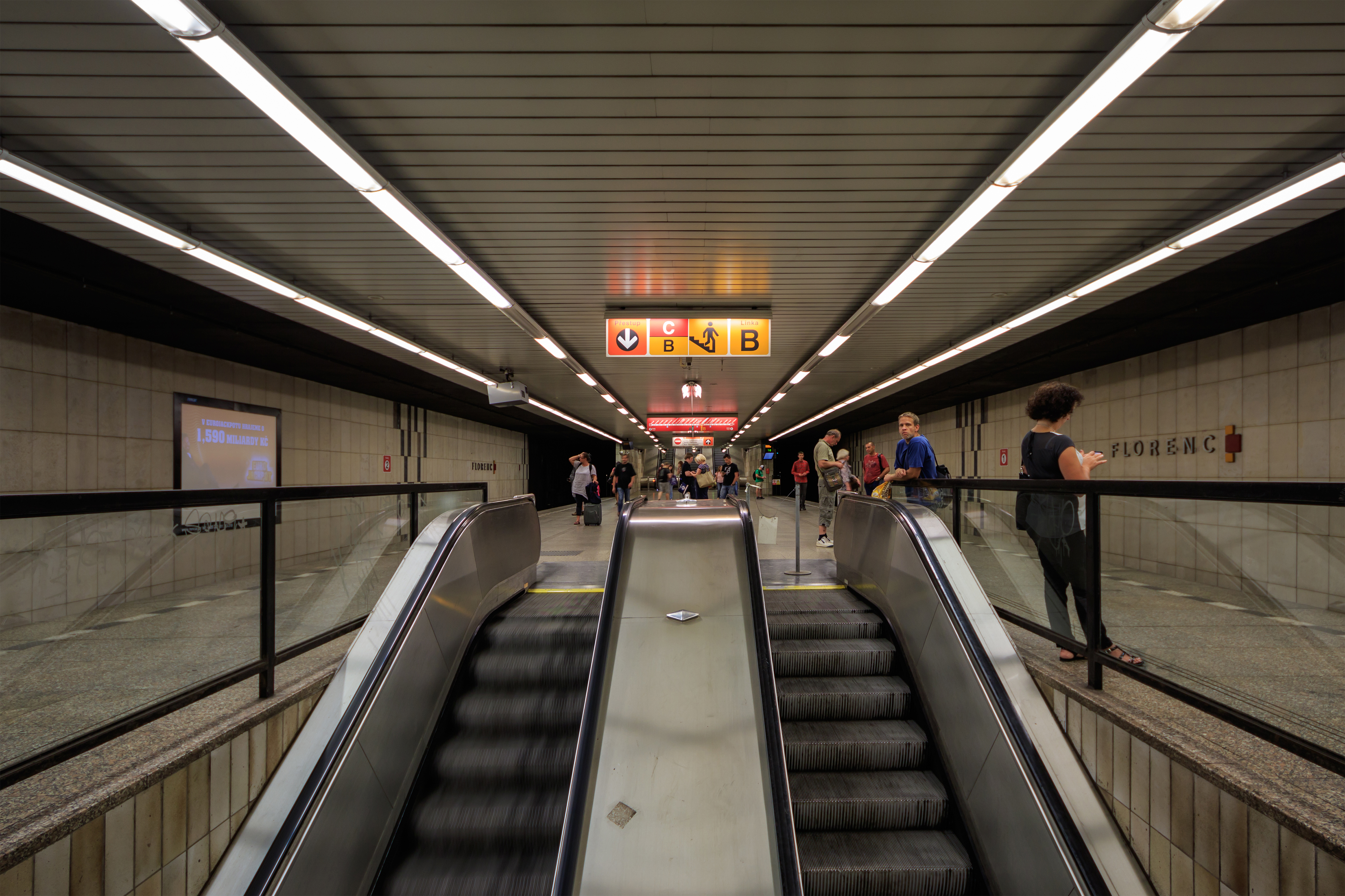
Estación de transbordo Florenc (C x B)
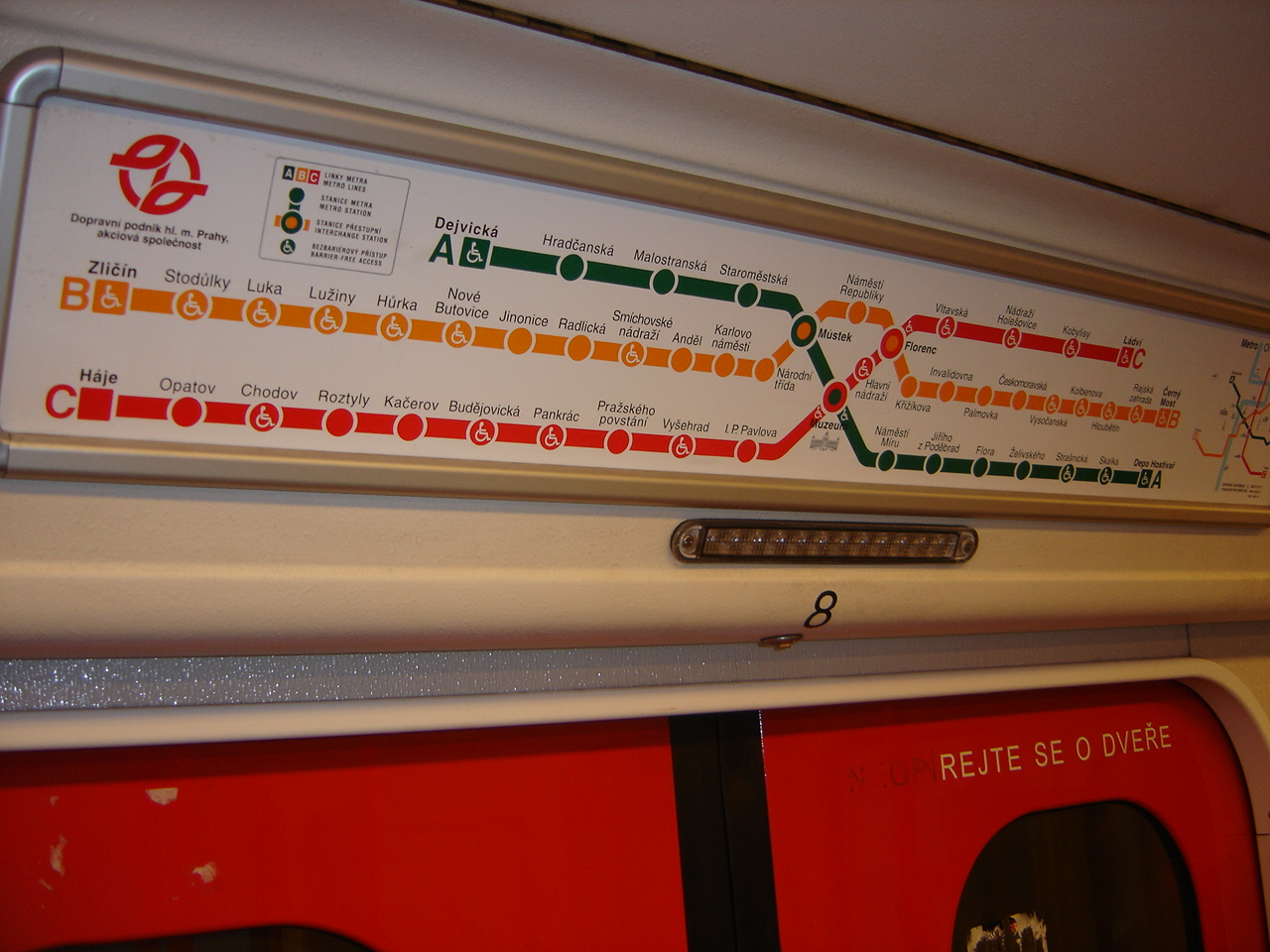
Plano esquemático de la red arriba de la puerta de tren, 2007
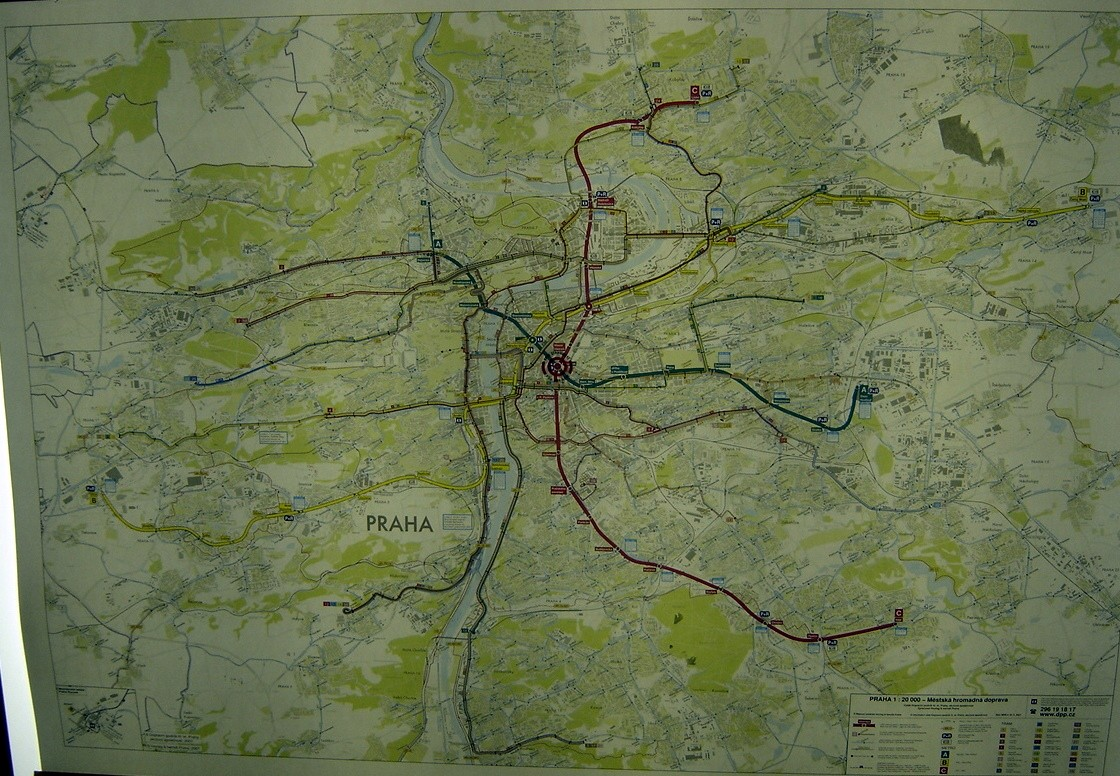
Mapa de Praga en estaciones de metro, 2007
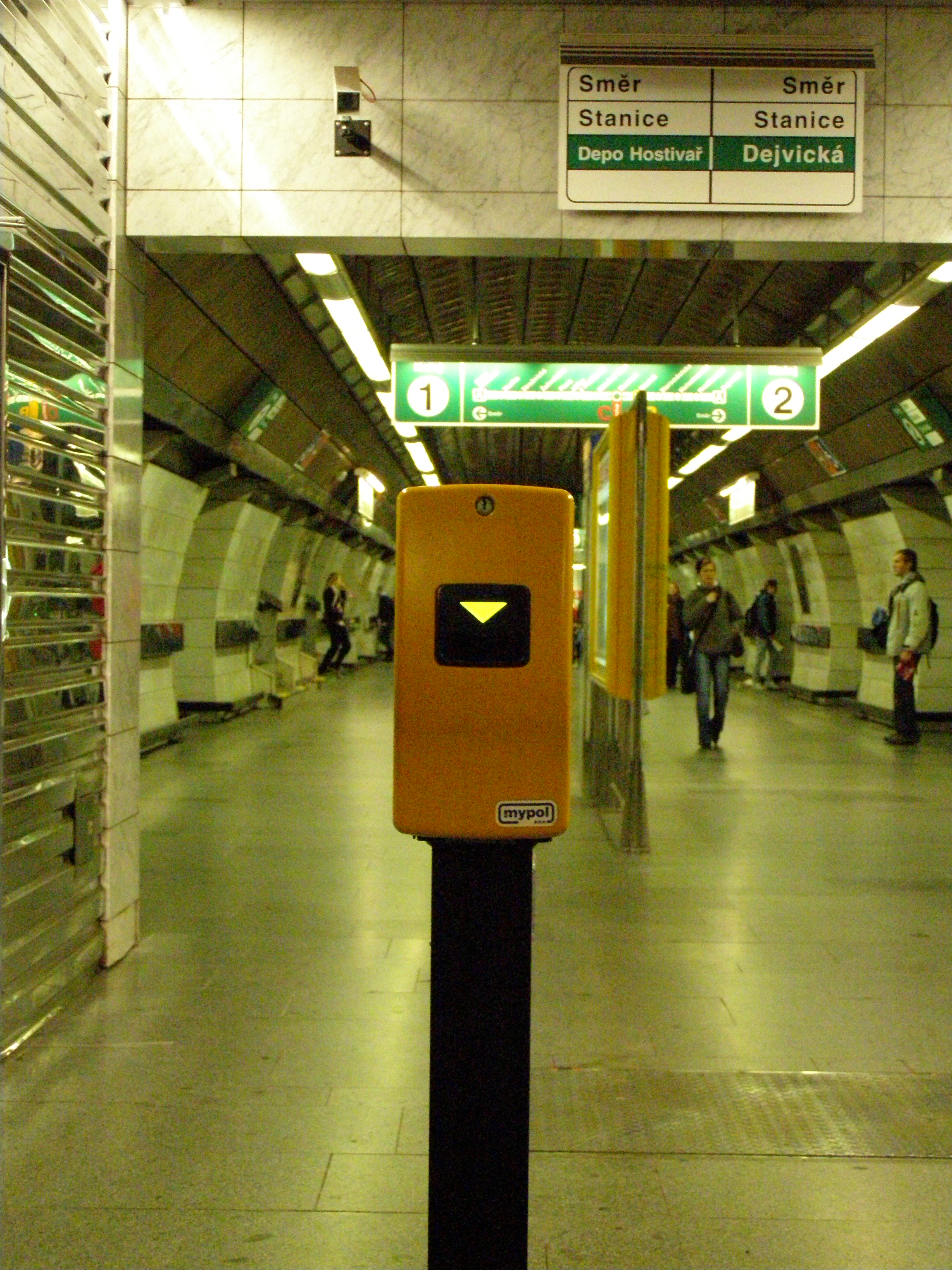
Marcador de billetes